# Béthanie
Béthanie är en kommun i provinsen Québec i Kanada. Den ligger i regionen Montérégie, i den sydöstra delen av landet, 250 km öster om huvudstaden Ottawa.